# 小野寺晃良
小野寺晃良（日语：／ Onodera Akira；1999年7月16日—）是日本男演員，出身自神奈川縣，星塵傳播旗下藝人。

## 作品列表

### 電視劇
- 臨床犯罪學者 火村英生的推理（2016年1月17日－3月20日，日本電視台）：飾演 神秘少年
- 彬與瑛（2017年7月9日－9月3日，WOWOW）：飾演 階堂彬（中學時期）
- UNNATURAL 第7集（2018年2月23日，TBS）：飾演 小池颯太
- Dele 刪除人生 第6集（2018年8月31日，朝日電視台）：飾演 殿村知之
- 狂賭之淵 第2季（2019年4月1日－4月29日，MBS / 2019年4月3日－5月1日，TBS）：飾演 新渡戶九
- 堀與宮村 第2集、第4集起（2021年2月24日、3月10日－31日，MBS、TBS）：飾演 仙石翔
- 第一刑事部的烏鴉 第10集（2021年6月7日，富士電視台）：飾演 朝倉純
- 金田一少年之事件簿5 第5集（2022年5月29日，日本電視台）：飾演 鳴澤研太

### 網絡劇
- 狂賭之淵雙（2021年3月26日，Amazon Prime Video）：飾演 新渡戶九
- GIVEN 被贈與的未來（2021年7月17日－8月21日，FOD）：飾演 吉田由紀

### 電影
- 白晝的流星（2017年3月24日）：飾演 犬飼學
- 聽見向陽之聲（2017年6月24日）：飾演 佐川太一，主演
- 最後的食譜：麒麟之舌（2017年11月3日）：飾演 柳澤健（15歲）
- 電影 狂賭之淵（2019年5月3日）：飾演 新渡戶九

## 外部連結
- 經紀公司個人資料頁面 （页面存档备份，存于）（日語）